# HobNob
HobNob is een jaarlijks gratis muziekfestival in het Schelfhorstpark in Almelo.
Het eerste festival was in 2006. Bandjes met verschillende rockmuziekstijlen spelen afwisselend op twee podia voor publiek van alle leeftijdscategorieën.
In 2011 werd de Stadsprijs Almelo aan het festival uitgereikt.
Het Engelse spreekwoord hobnob staat voor 'samen drinken'.
Het festivalbudget komt voornamelijk uit de betaalde consumpties. De naam 'HobNob' komt van een voormalig jongerencentrum uit de jaren zestig en zeventig in Almelo. De organisatie Stichting HobNob 2000 is een initiatief van oud-leden van dit centrum.

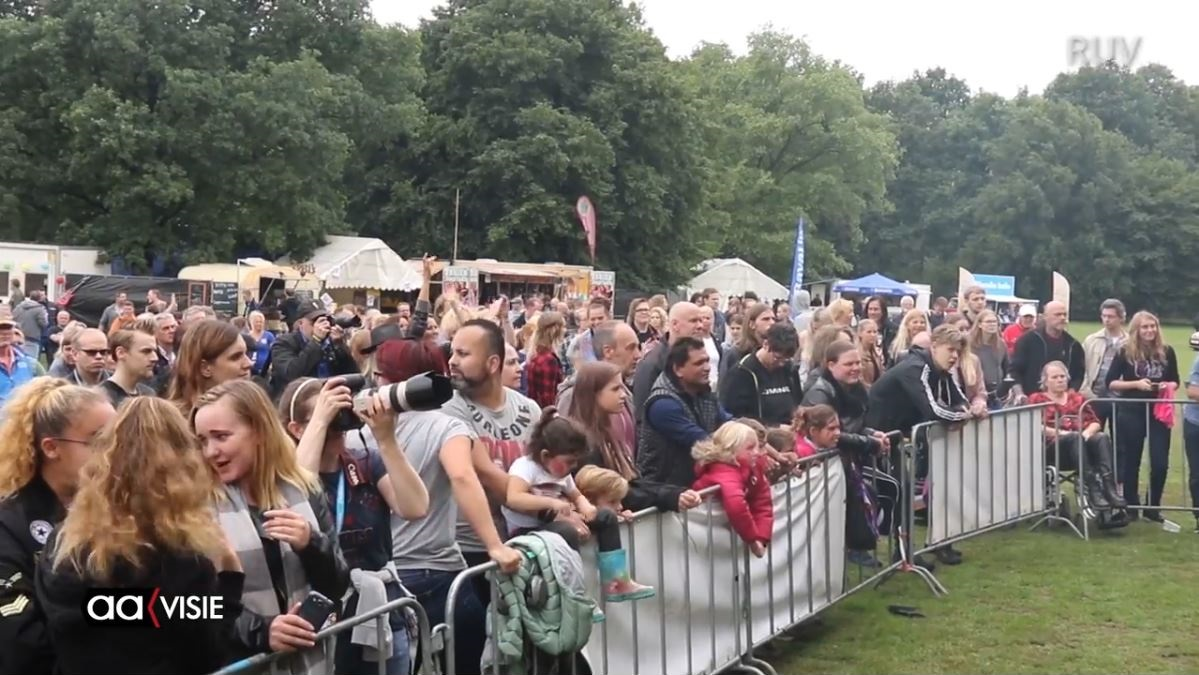
2017
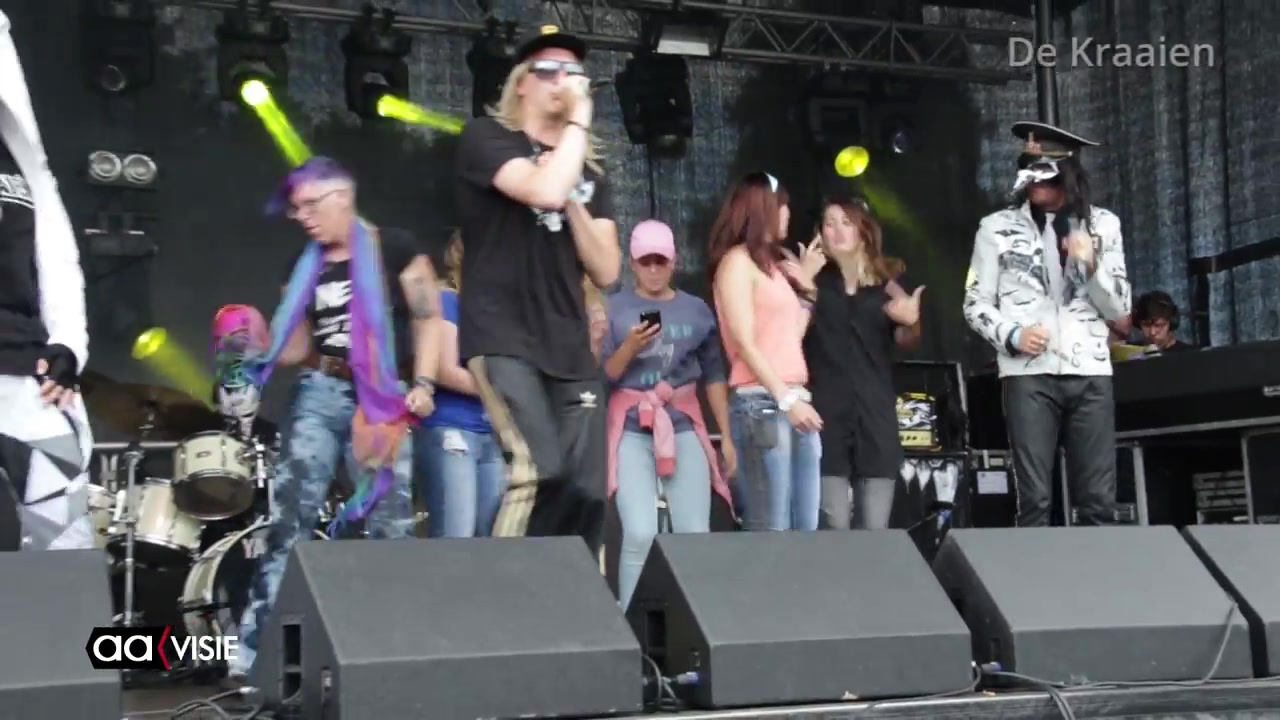
De Kraaien
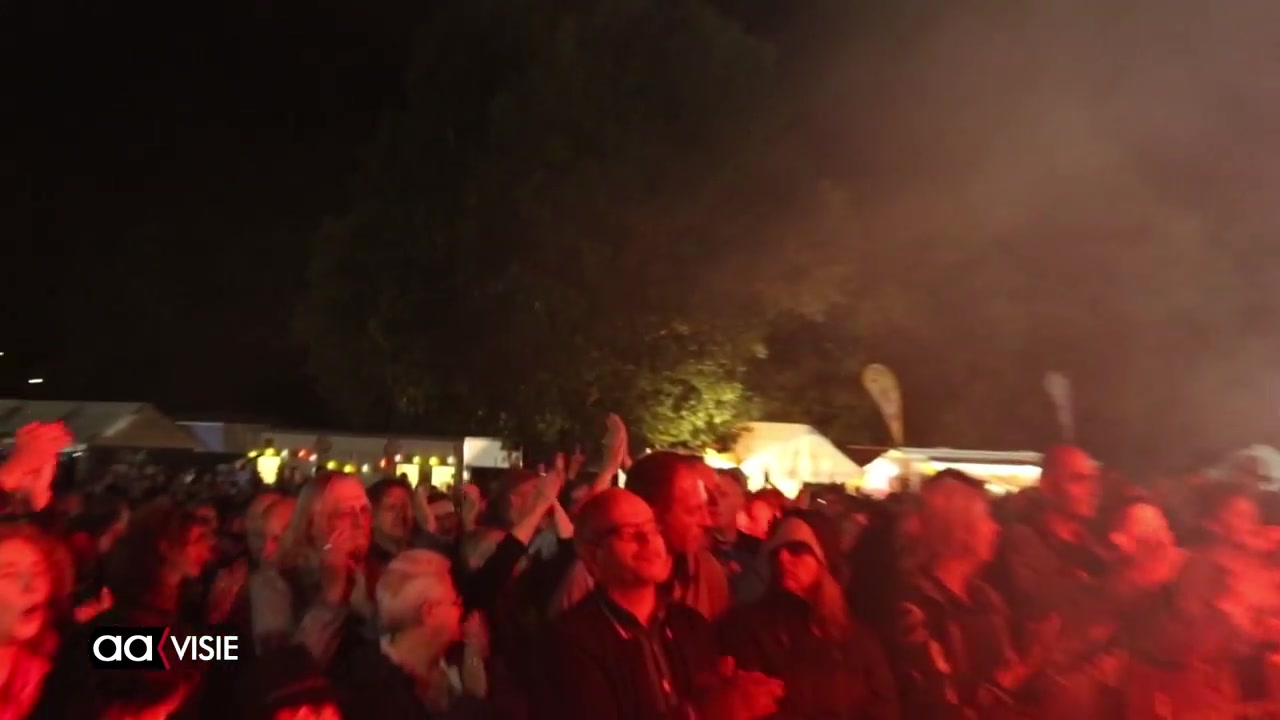
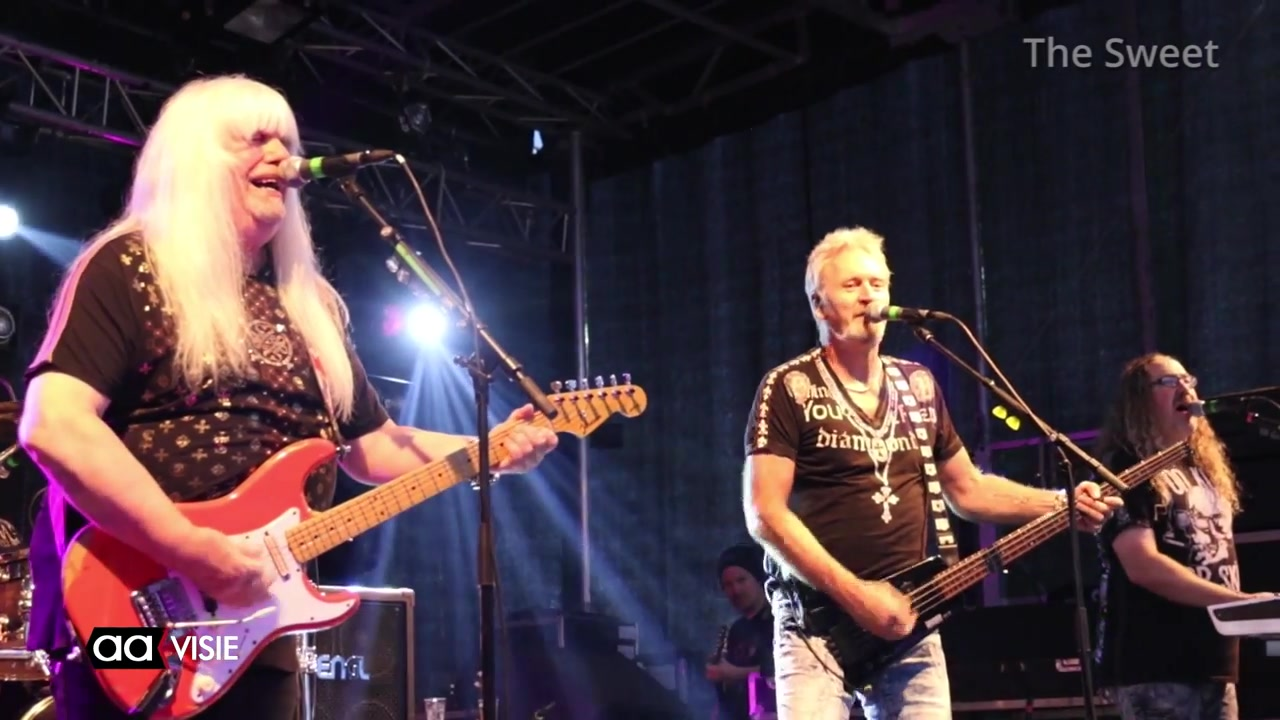
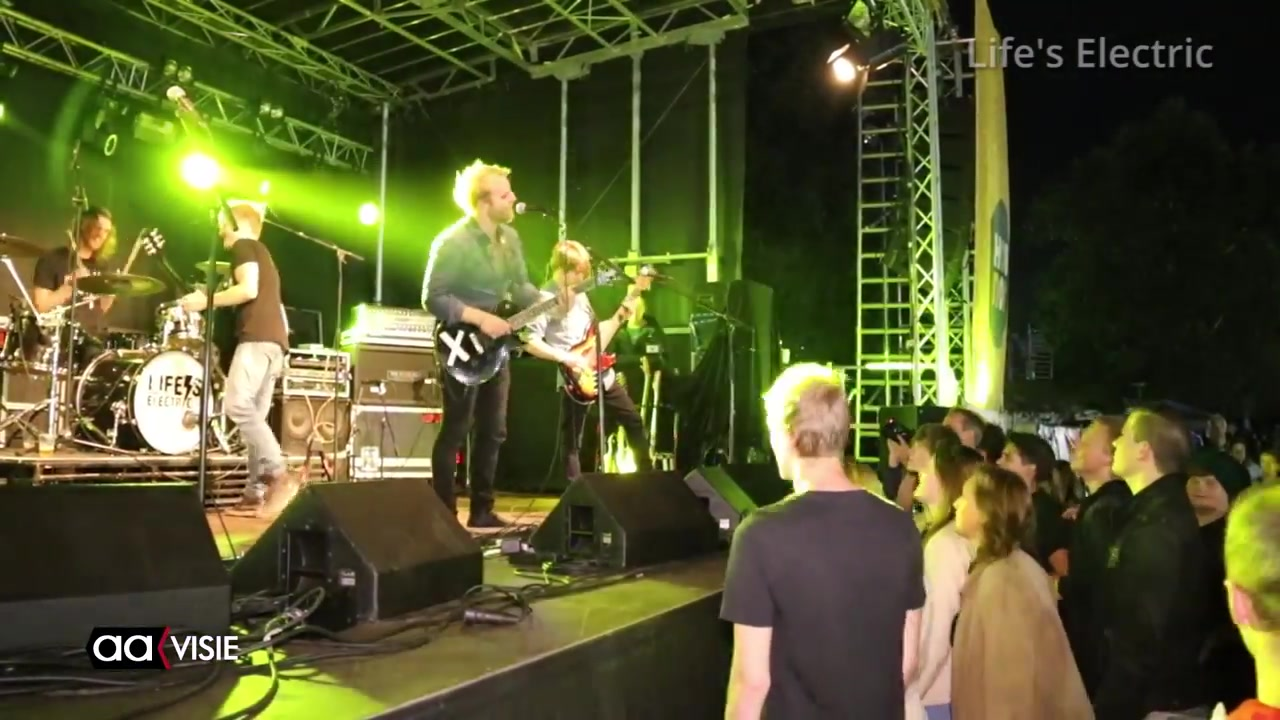
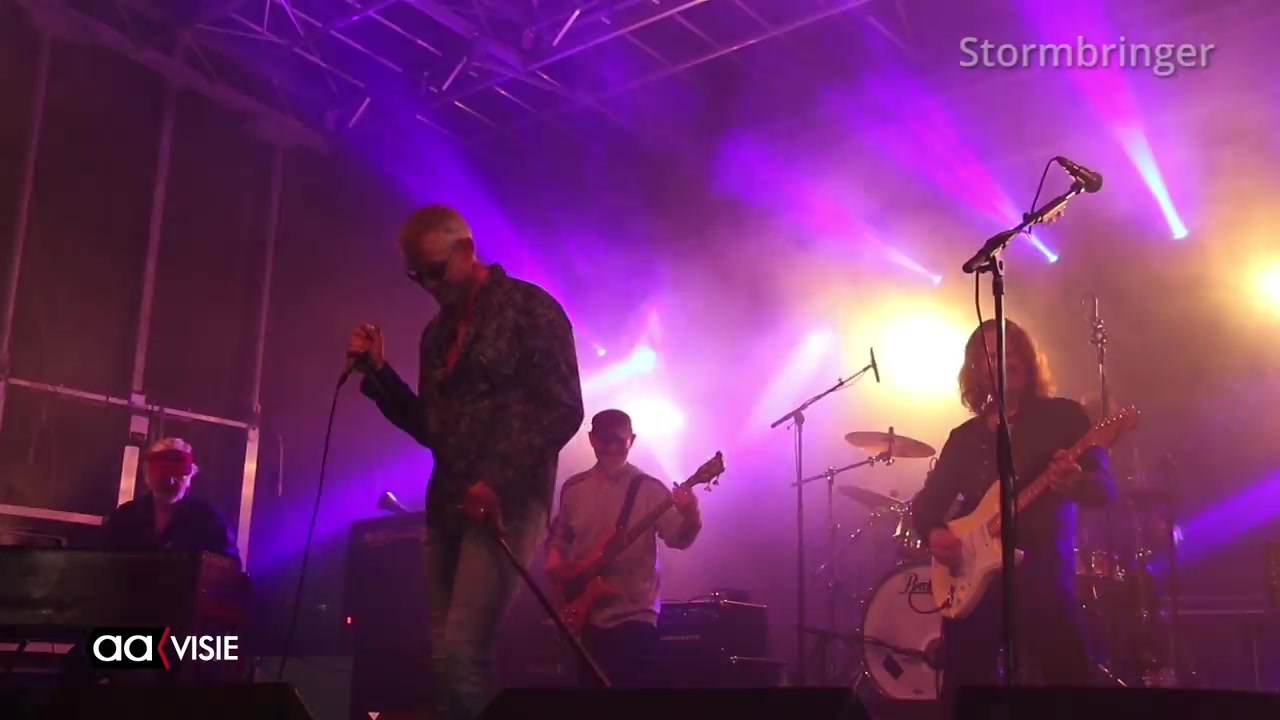